# 博树回族乡
博树回族乡，是中华人民共和国四川省南充市阆中市下辖的一个乡镇级行政单位。

## 行政区划
博树回族乡下辖以下地区：
团结村、清真村、来龙村、灯笼村、三湾村、清山观村、文成村和跑道子村。